# AMR 33
AMR 33 (francouzsky L'automitrailleuse de reconnaissance Renault modèle 1933, Průzkumný obrněný automobil Renault model 1933) byl francouzský lehký tank vyvinutý společností Renault. Zúčastnil se bojů druhé světové války. Jeho vylepšená verze nesla název AMR 35.

## Historie
Roku 1931 začal ve francouzské firmě Renault vývoj jezdeckého průzkumného tanku, jehož prototyp vznikl roku 1933 pod označením AMR 33. Tank byl vyzbrojený pouze kulometem ráže 7,5 mm, byl pouze lehce pancéřován, což mu umožňovalo vyvinout poměrně velkou rychlost. Stroj byl poháněn zážehovým motorem o výkonu 84 hp. Podvozek sestával na každé straně z hnacího kola vpředu, čtyř pojezdových kol s gumovou obručí, napínacího kola vzadu a čtyř napínacích kladek. Krajní pojezdová kola byla individuálně zavěšena na kyvných ramenech, vnitřní pojezdová kola byla ve dvojici uchycena na společném unašeči. Celkem bylo vyrobeno 123 lehkých tanků typu AMR 33.
V roce 1934 vznikl prototyp modernizovaného tanku, který se do výroby dostal roku 1935 pod označením AMR 35. Měl modernizovaný podvozek, ve věži byl instalován velkorážní 13,2mm kulomet. Deset tanků bylo dokonce vyzbrojena kanónem Hotchkiss SA-L ráže 25 mm a koaxiálním kulometem, dalších třináct kusů bylo bez věže, přičemž na nástavbě byl instalován kanón Hotchkiss SA-L ráže 25 mm. Tato lehká samohybná děla byla určena jako stíhače tanků. Několik dalších tanků bylo upraveno na velitelská vozidla. Celkem bylo vyrobeno 200 tanků AMR 35.
Na začátku druhé světové války se tanky účastnily obranných bojů ve Francii, avšak jejich bojová hodnota byla malá. Jejich jedinou výhodou byla rychlost při průzkumu. Němci tyto stroje převzali do své výzbroje pod označením PzSpWg VM 701 (f) (AMR 33) a PzSpWg ZTI 702(f) (AMR 35). Tyto kořistní tanky sloužily ve Francii až do konce války. Několik se jich objevilo také v Pražském povstání.

## Technické údaje tanku AMR-35
- Osádka 2
- Dojezd 200 km
- Max. rychlost 60 km/h
- Výkon 12,6 HP/t
- Max. hloubka při brodění 0,6 m
- Vertikální překážka 0,5 m
- Horizontální překážka 1,4 m
- Výzbroj 1× kanón Hotchkiss SA-L ráže 25 mm
- 1× kulomet Chatellerault ráže 7,5 mm